# كاساندرا بيترسون
كاساندرا بيترسون (بالإنجليزية: Cassandra Peterson)‏ (و. 1951  م) هي ممثلة هزلية، وعارضة، ومقدمة تلفزيونية، وراقصة، وكاتبة سيناريو، وممثلة تلفزيونية، وممثلة أفلام أمريكية، ولدت في مانهاتن.

## وصلات خارجية
- كاساندرا بيترسون على موقع IMDb (الإنجليزية)
- كاساندرا بيترسون على موقع ميتاكريتيك (الإنجليزية)
- كاساندرا بيترسون على موقع روتن توميتوز (الإنجليزية)
- كاساندرا بيترسون على موقع قاعدة بيانات الأفلام العربية
- كاساندرا بيترسون على موقع ألو سيني (الفرنسية)
- كاساندرا بيترسون على موقع ميوزك برينز (الإنجليزية)
- كاساندرا بيترسون على موقع أول موفي (الإنجليزية)
- كاساندرا بيترسون على موقع قاعدة بيانات الأفلام السويدية (السويدية)
- كاساندرا بيترسون على موقع إن إن دي بي (الإنجليزية)
- كاساندرا بيترسون على موقع ديسكوغز (الإنجليزية)
- كاساندرا بيترسون على موقع ديسكوغز (الإنجليزية)